# Eric Saade
Eric Saade (n. 28 octombrie 1990) este un cântăreț din Suedia și prezentator TV. El a făcut parte din trupa What's Up! din Suedia. A reprezentat Suedia în 2011 la Concursul Muzical Eurovision 2011, ocupând poziția a 3-a după Azerbaidjan și Italia. El a mai vrut să participe la Eurovision și în 2010, când, în Selecția Națională din Suedia (Melodifestivalen) s-a clasat pe locul 3.

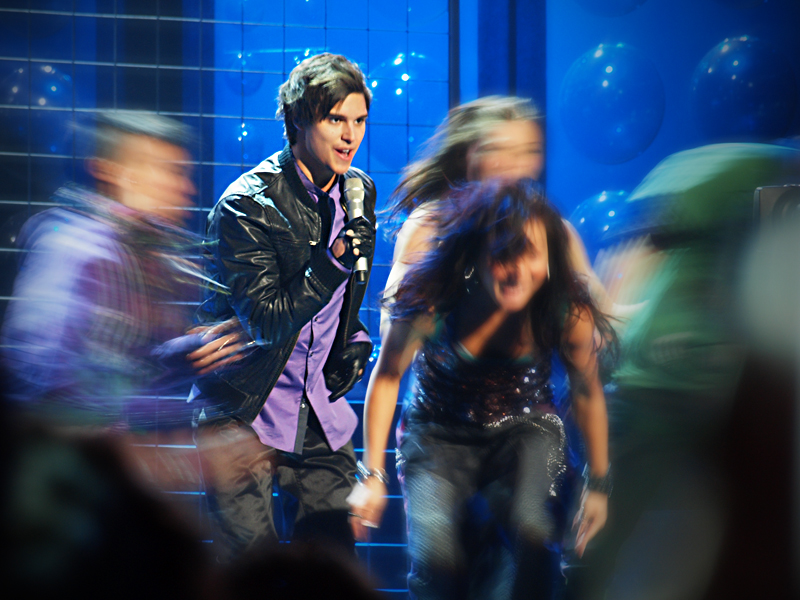
Eric Saade la Melodifestivalen 2010

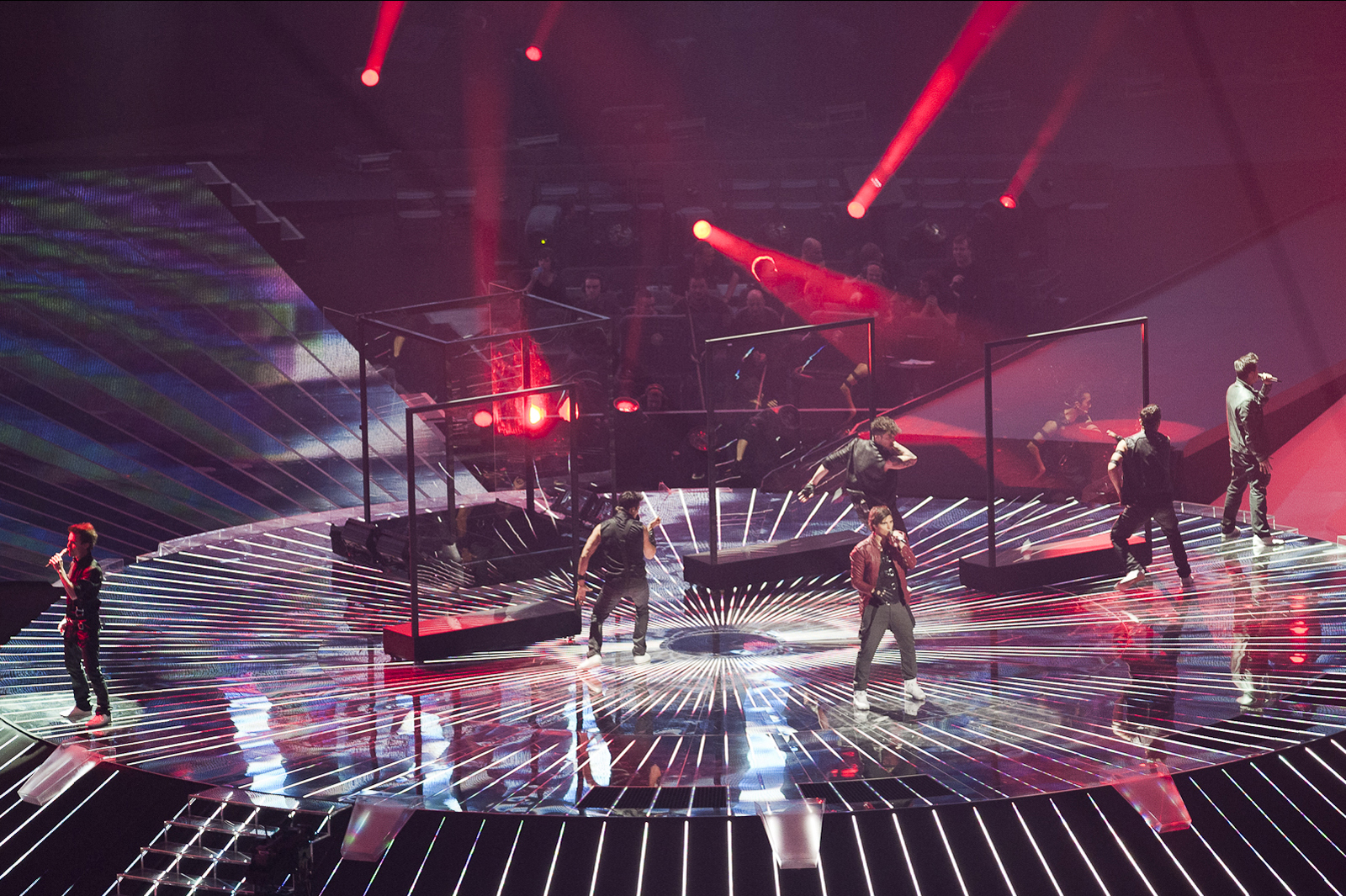
Eric Saade la Eurovision 2011.

## Biografie
Eric Saade s-a născut în Kattarp, Suedia, la data de 28 octombrie 1990, mama lui fiind suedeză iar tatăl libanez.

## Cântece
- 2009 Sleepless
- 2010 Manboy, Break of Dawn, Masquerade
- 2011 Popular, Still Loving It

## Albume
- 2010 - Masquerade
- 2011 - Saade Vol. 1
- 2011 - Saade Vol. 2

## Eurovision 2010
În 2010, Eric Saade a prezentat voturile Suediei în finala Concursului Muzical Eurovision 2010, făcând parte și din juriu. El a participat și la Melodifestivalen (selecția națională din Suedia), unde s-a clasat pe locul 3 cu 159 puncte.

## Eurovision 2011
În 2011, Eric Saade a reprezentat Suedia la Concursul Muzical Eurovision 2011 în Germania, unde a luat locul 3 cu 185 puncte.
| An   | Cântec  | Locul (Final) | Puncte (Final) | 12 puncte (Final) | Locul (Semi-Final) | Puncte (Semi-Final) |
| ---- | ------- | ------------- | -------------- | ----------------- | ------------------ | ------------------- |
| 2011 | Popular | 3             | 185            | 2                 | 1                  | 155                 |

## Galerie

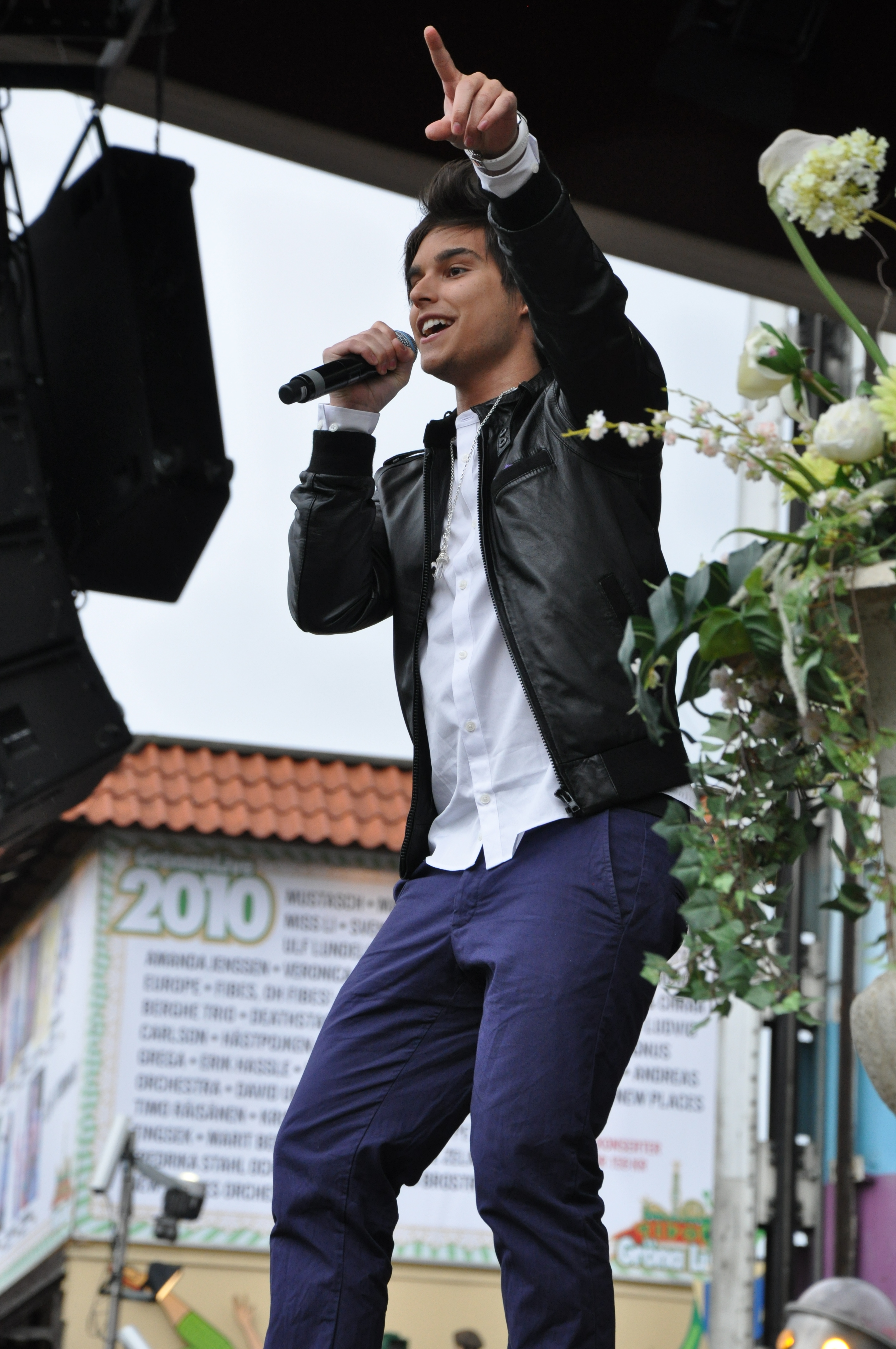
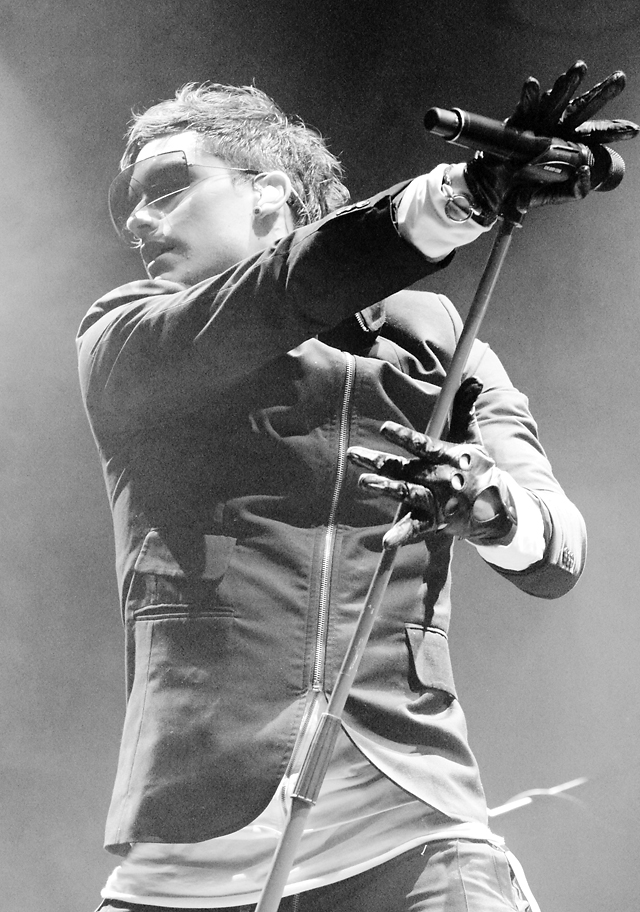
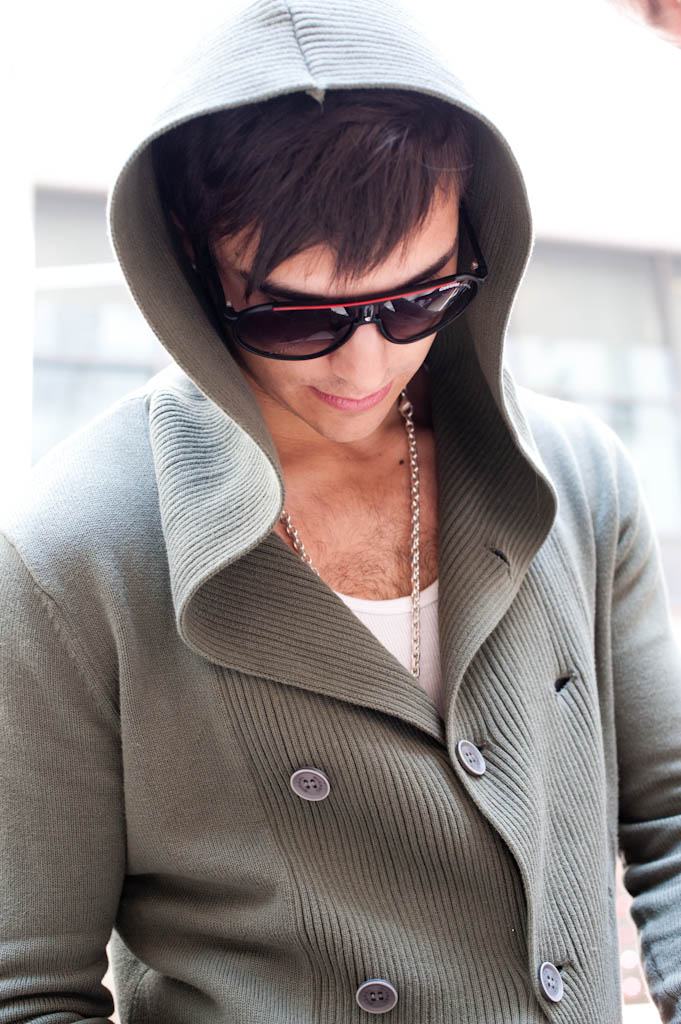

## "Masquerade"
| Nr. | Titlu                      | Lungime |  |
| 1.  | „Masquerade”               | 3:43    |  |
| 2.  | „Upgrade”                  | 3:08    |  |
| 3.  | „Break of Dawn”            | 3:31    |  |
| 4.  | „It's Gonna Rain”          | 3:55    |  |
| 5.  | „Manboy”                   | 3:00    |  |
| 6.  | „Say It”                   | 3:34    |  |
| 7.  | „Sleepless”                | 3:24    |  |
| 8.  | „I'll Be Alright”          | 3:17    |  |
| 9.  | „Radioactive”              | 3:57    |  |
| 10. | „Why Do We Need Fashion!?” | 3:18    |  |
| 11. | „It's Like That With You”  | 4:32    |  |

## "Saade Vol. 1"
| Nr. | Titlu                             | Lungime |  |
| 1.  | „Timeless”                        | 3:50    |  |
| 2.  | „Hearts in the Air (feat. J-Son)” | 3:58    |  |
| 3.  | „Me and My Radio”                 | 3:56    |  |
| 4.  | „Made of Pop”                     | 3:25    |  |
| 5.  | „Popular (Remix)”                 | 3:08    |  |
| 6.  | „Someone New”                     | 3:37    |  |
| 7.  | „Killed by a Cop”                 | 4:15    |  |
| 8.  | „Big Love”                        | 3:37    |  |
| 9.  | „Stupid With You”                 | 3:50    |  |
| 10. | „Echo”                            | 3:24    |  |
| 11. | „Popular (bonus)”                 | 3:00    |  |

## "Saade Vol. 2"
| Nr. | Titlu                          | Lungime |  |
| 1.  | „Sky Falls Down (feat. J-Son)” | 3:30    |  |
| 2.  | „Rocket Science”               | 3:29    |  |
| 3.  | „Hotter Than Fire (feat. Dev)” | 3:21    |  |
| 4.  | „Love Is Calling”              | 4:05    |  |
| 5.  | „Crashed on the Dance Floor”   | 3:36    |  |
| 6.  | „Explosive Love”               | 3:22    |  |
| 7.  | „Backseat”                     | 3:32    |  |
| 8.  | „Feel Alive”                   | 4:21    |  |
| 9.  | „Stupid With You”              | 3:50    |  |
| 10. | „Fingerprints”                 | 3:41    |  |
| 11. | „Without You I'm Nothing”      | 5:50    |  |